# Wołodymyriwka (obwód doniecki)
Wołodymyriwka (ukr. Володимирівка) – osiedle typu miejskiego w rejonie wołnowaskim obwodu donieckiego Ukrainy.
Miejscowość powstała w 1840. Leży nad rzeką Kaszłahacz, w 2001 liczyła 7312 mieszkańców.3 kwietnia 2022 ukraińcy wyzwolili wieś ,lecz następnego dnia 4 kwietnia rosjanie zajęli ponownie miejscowość.